# (100108) 1993 FF45
(100108) 1993 FF45 es un asteroide perteneciente al cinturón de asteroides, descubierto el 19 de marzo de 1993 por el equipo del Uppsala-ESO Survey of Asteroids and Comets desde el Observatorio de La Silla, Chile.